# Al-Alamajn
Al-Alamajn (często spotykana jest również stara pisownia El Alamein) – miasto w północnym Egipcie nad Morzem Śródziemnym, w muhafazie Matruh, 106 km na zachód od Aleksandrii, 240 km na północny zachód od Kairu, port naftowy, centrum turystyczne. Około 7000 mieszkańców.
W 1955 r. w pobliżu miasta znaleziono złoża ropy naftowej, które przyczyniły się do szybkiego rozwoju gospodarczego regionu. W mieście znajduje się port naftowy połączony rurociągiem ze złożem Abu Gharadik w depresji Kattara.
W mieście znajduje się port lotniczy Al-Alamejn.
W Al-Alamajn znajduje się muzeum wojny z pamiątkami z dwóch bitew pod El Alamein oraz z innych bitew w północnej Afryce w czasie II wojny światowej. Pod miastem położony jest też wojskowy cmentarz żołnierzy niemieckich i włoskich na wzgórzu Tell al-Aisa. Muzeum i cmentarz są miejscem odwiedzin wielu turystów.

## Historia
Pod Al-Alamajn (El Alamein) miały miejsce dwie kluczowe bitwy kampanii w północnej Afryce.
W pierwszej bitwie pod El Alamein (1 lipca 1942 – 27 lipca 1942) niemiecko-włoskie oddziały Osi pod dowództwem gen. Erwina Rommla zostały zatrzymane przez brytyjską 8 Armię dowodzoną przez gen. Claude'a Auchinlecka.
W drugiej bitwie pod El Alamein (23 października 1942 – 4 listopada 1942) siły alianckie pod dowództwem marszałka Bernarda Law Montgomery'ego przełamały front Osi i zmusiły jej oddziały do wycofania się do Tunezji.
Bitwy te miały decydujący wpływ na rozwój działań wojennych w Afryce Północnej.

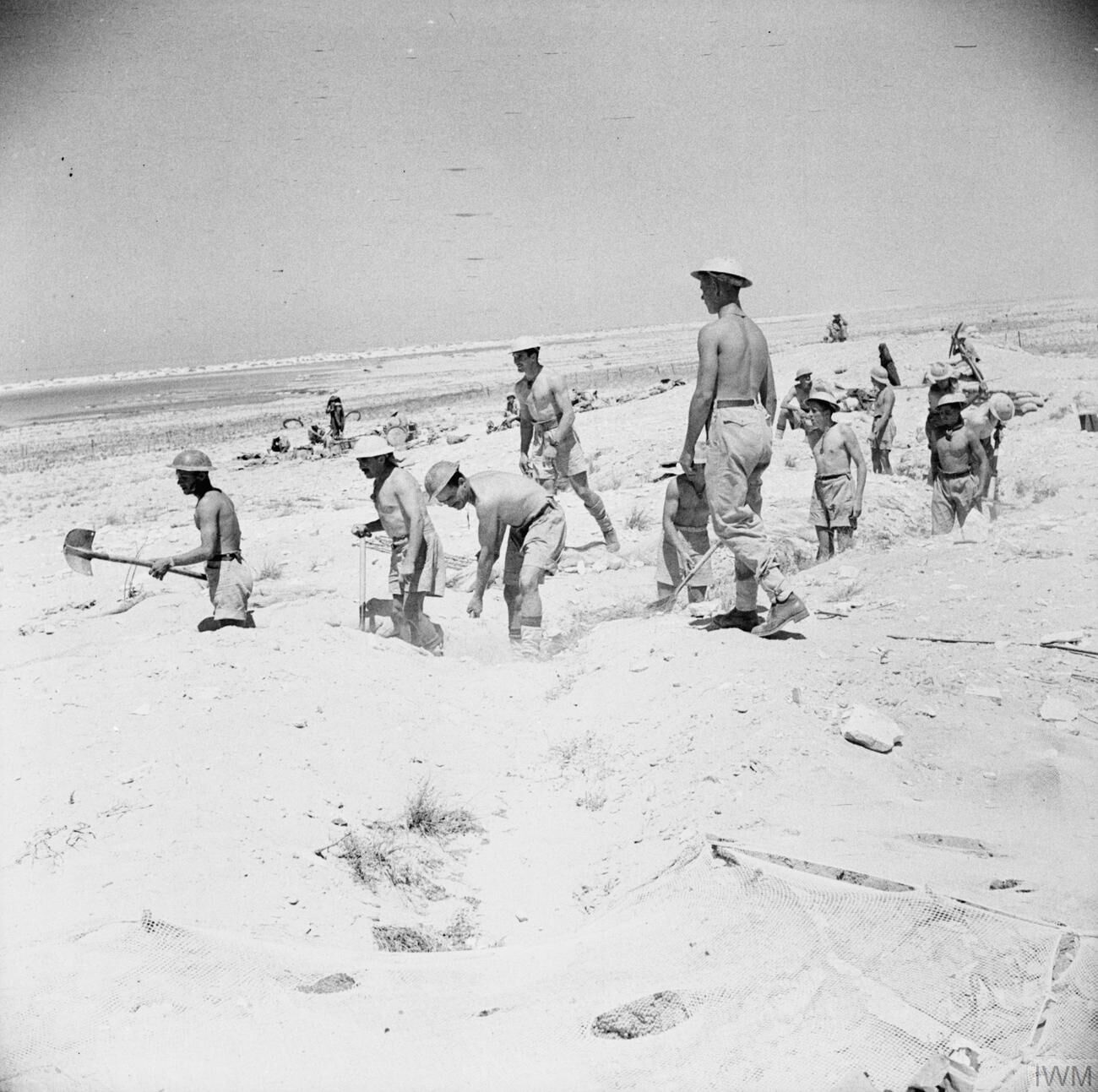
Żołnierze brytyjscy w czasie pierwszej bitwy
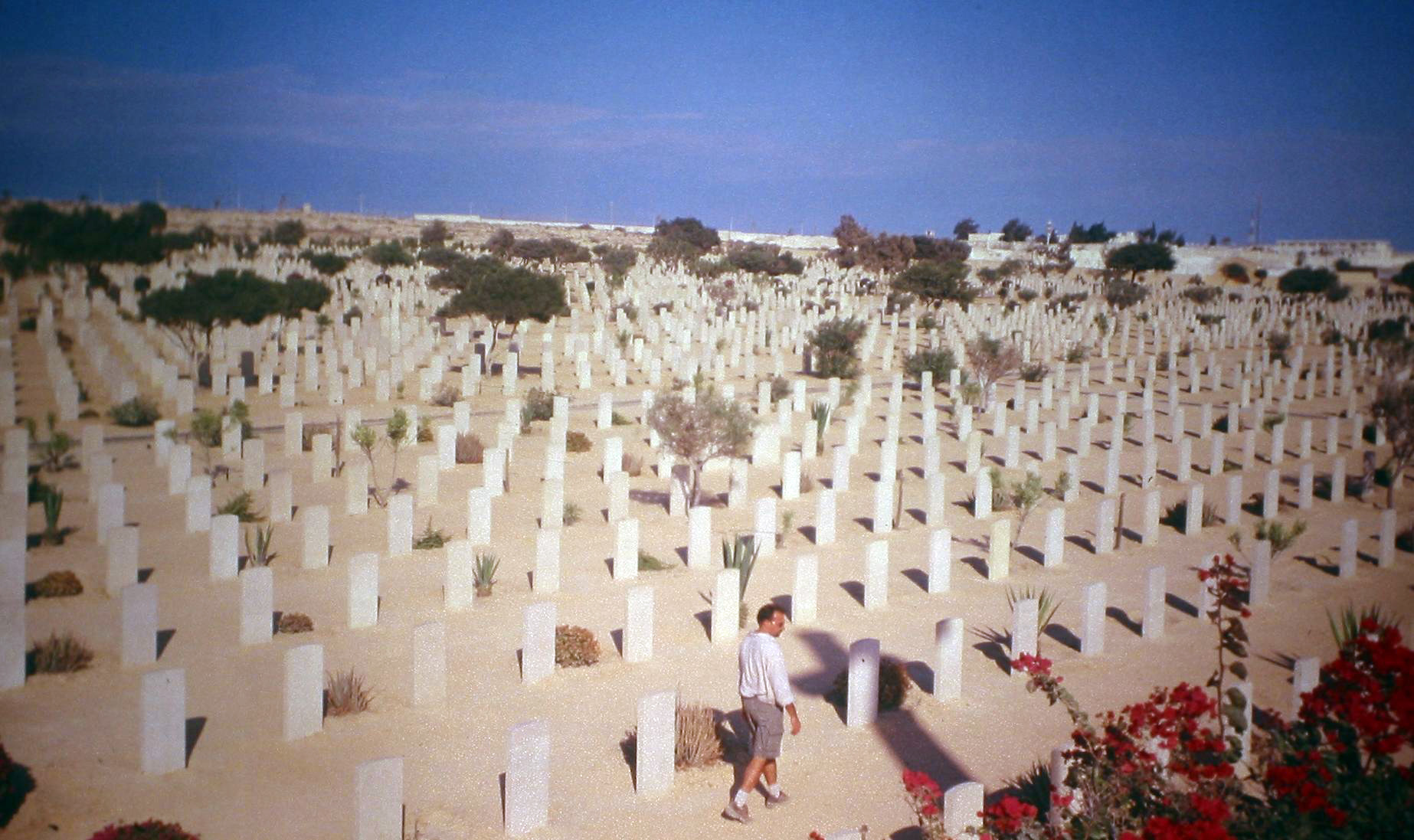
Cmentarz żołnierzy alianckich w Al-Alamajn
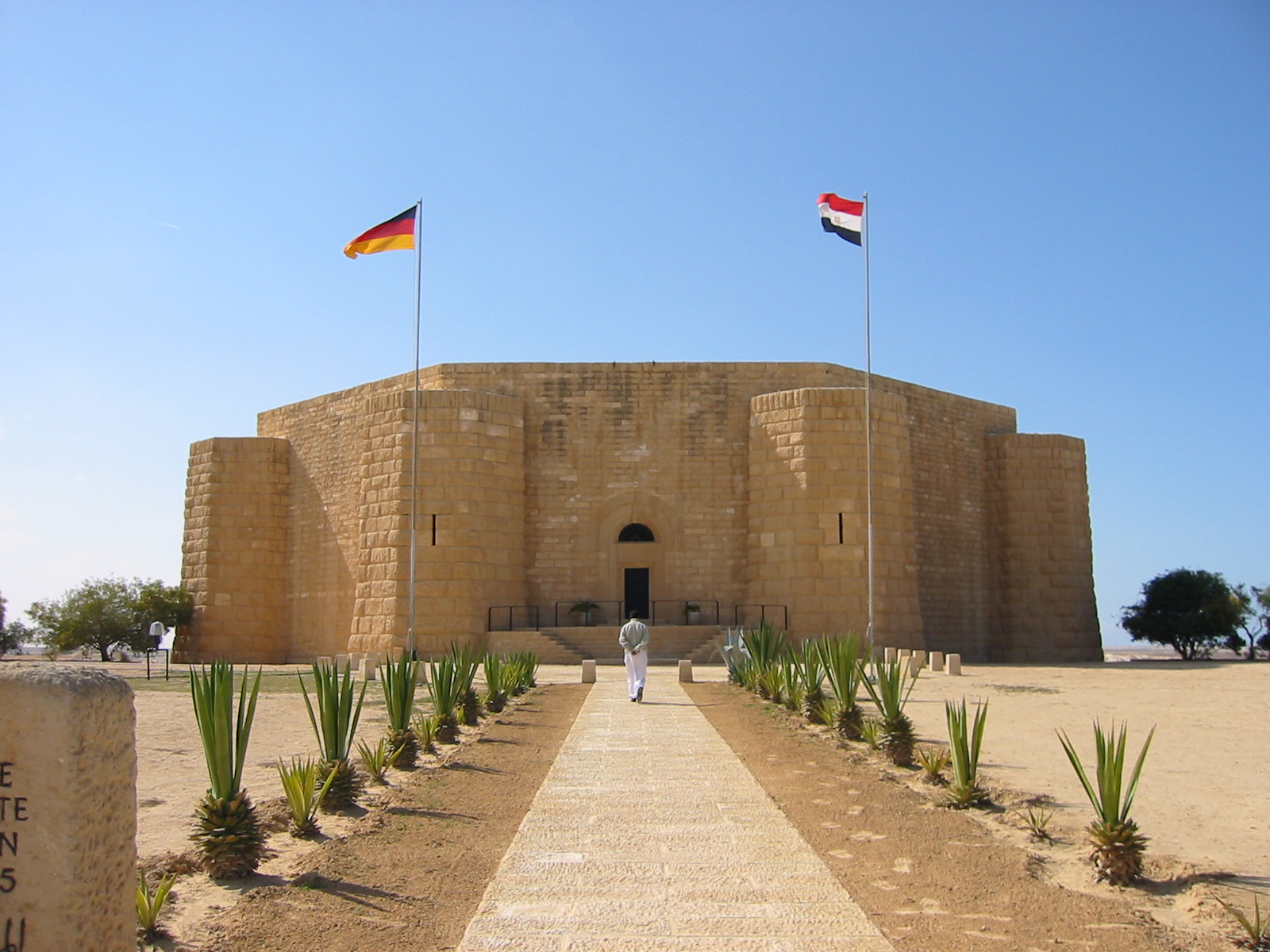
Dom Niemiecki w Al-Alamajn
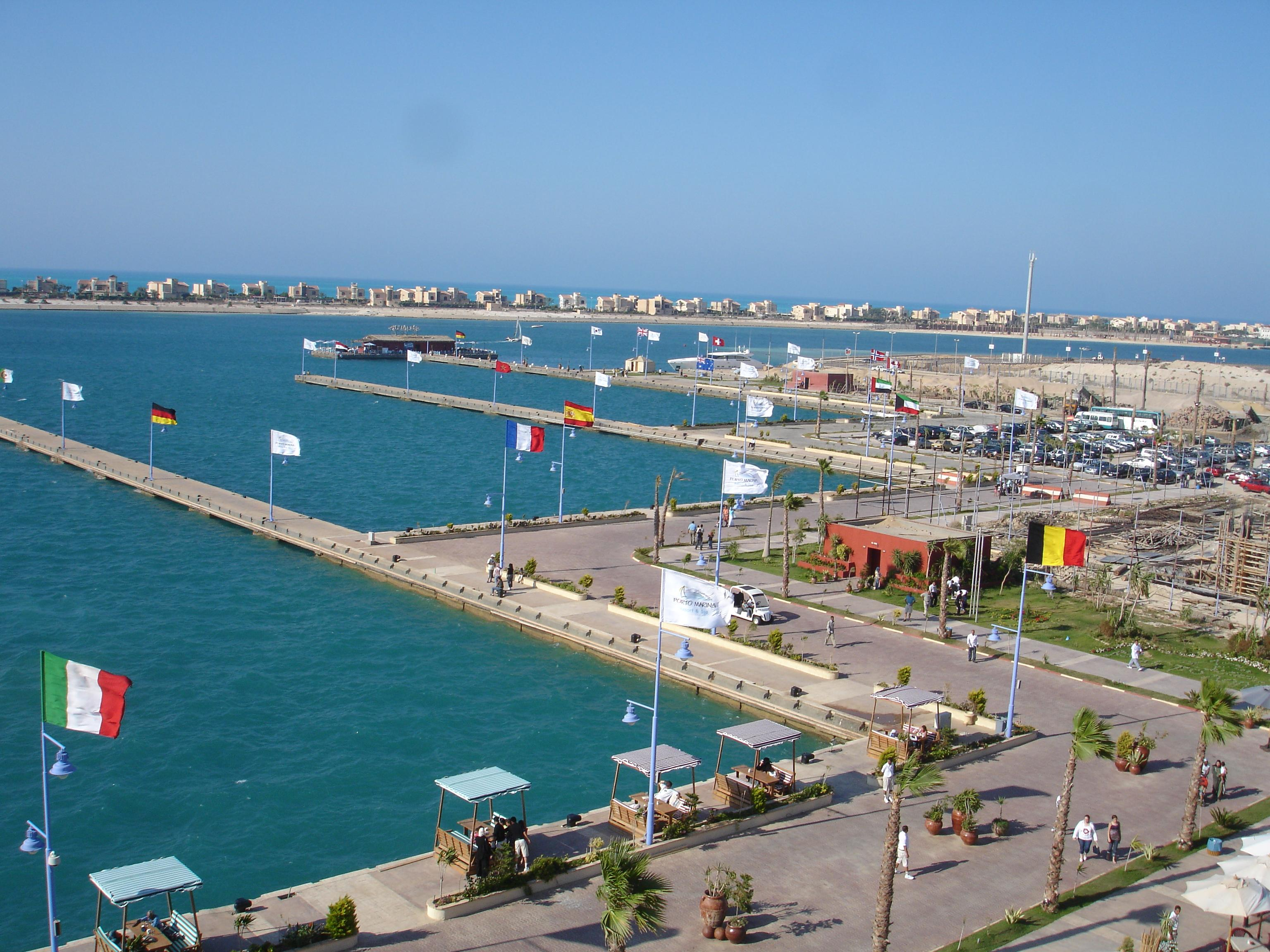
Przystań